# Gioacchino Illiano

Bischofswappen von Gioacchino Illiano

Gioacchino Illiano (* 27. Juli 1935 in Bacoli; † 6. Februar 2020 in Nocera Superiore) war ein italienischer Geistlicher und römisch-katholischer Bischof von Nocera Inferiore-Sarno.

## Leben
Gioacchino Illiano empfing nach seiner theologischen Ausbildung am 2. Juli 1961 die Priesterweihe und war als Pfarrer in Siano tätig. Er war Lehrer an staatlichen Schulen und Professor für Pastoraltheologie am Höheren Institut für Religionswissenschaften in Salerno.
Papst Johannes Paul II. ernannte ihn am 8. August 1987 zum Bischof von Nocera Inferiore-Sarno. Der Erzbischof von Salerno-Campagna-Acerno, Guerino Grimaldi, spendete ihm am 3. Oktober desselben Jahres in der Kathedrale von Salerno die Bischofsweihe; Mitkonsekratoren waren Angelo Campagne, Bischof von Alife-Caiazzo, und Gerardo Pierro, Bischof von Avellino. 1990/91 war er Apostolischer Administrator der Erzdiözese Amalfi-Cava dei Tirreni. Am 24. März 2011 nahm Papst Benedikt XVI. seinen altersbedingten Rücktritt an. 
Er war Großoffizier des Ritterordens vom Heiligen Grab zu Jerusalem und Prior der Komturei von Nocera-Sarno.